# Denticerus rossii
Denticerus rossii là một loài bọ cánh cứng trong họ Cerambycidae.